# Ноги насекомых
Ноги насекомых — конечности, предназначенные для передвижения насекомых по твердой поверхности.

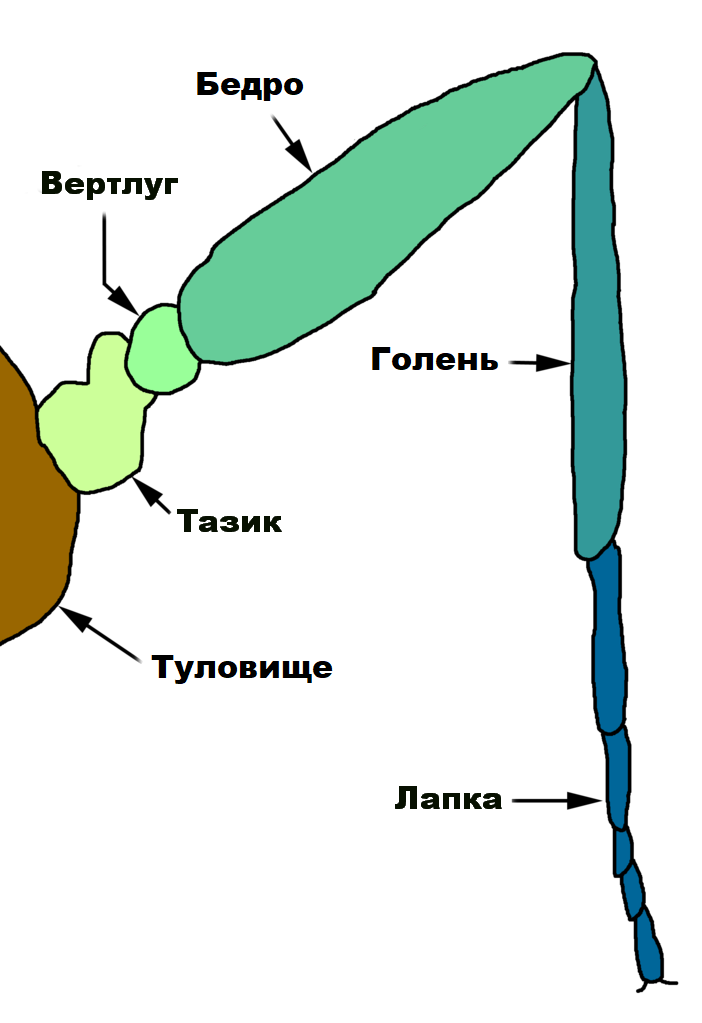

Все насекомые имеют шесть ног, из-за чего иногда класс раньше называли Hexapoda — шестиногими. Ноги прикрепляются к нижней стороне груди (торакса) — по одной паре ног к каждому грудному членику.

## Внешнее строение
Как и у остальных членистоногих, ноги насекомых состоят из стандартного набора члеников, каждый из которых имеет свое название и функцию. У насекомых выделяют 5 частей ноги:
- Тазик (coxa)
- Вертлуг (trochanter)
- Бедро (femur)
- Голень (tibia)
- Лапка (tarsus)

Нога крепится к туловищу с помощью тазика. Его основа лежит в тазиковом углублении груди. Оно шарообразное, что обеспечивает свободное движение ноги в разных плоскостях. Между тазиком и бедром расположен вертлуг (1-2 членика). Это увеличивает подвижность бедра. Бедро большое и массивное, ведь в нем сосредоточены мышцы, которые обеспечивают движение ноги. Поэтому бёдра особенно мощные у насекомых, пользующихся ногами для копания грунта или прыжков.

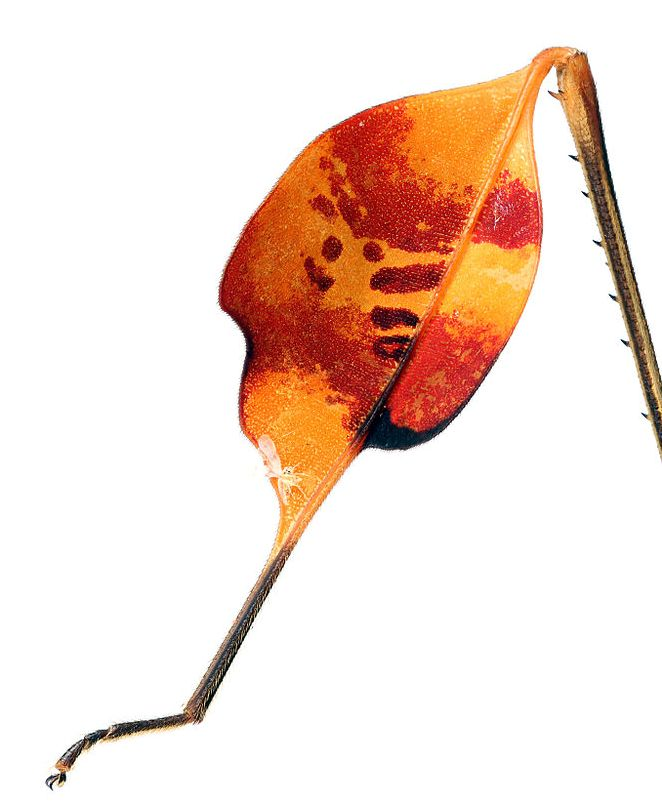
У самца клопа-краевика Anisoscelis gradadia с Никарагуа задние голени имеют причудливые выросты. Вероятно, это — вторичный половой признак

Голень может иметь заострённые выросты вдоль своего края и на вершине. Лапка обычно состоит из нескольких (2-5) члеников, на вершине имеет пару коготков. Часто между ними еще есть присоска (аролия). Лапка может включать следующие элементы:
- Претарсус, конечный членик (pretarsus)
  - Коготки (ungues, единственное unguis)
- Подушечка (pulvillus)
- Емподий (empodium)
- Аролий (arolium)

Иногда лапки снизу покрыты густыми короткими волосками. Эти волоски образуют подошву. Особое строение лапок позволяет насекомым держаться и передвигаться по гладким поверхностям (стекло) или вверх ногами (мухи на потолке).

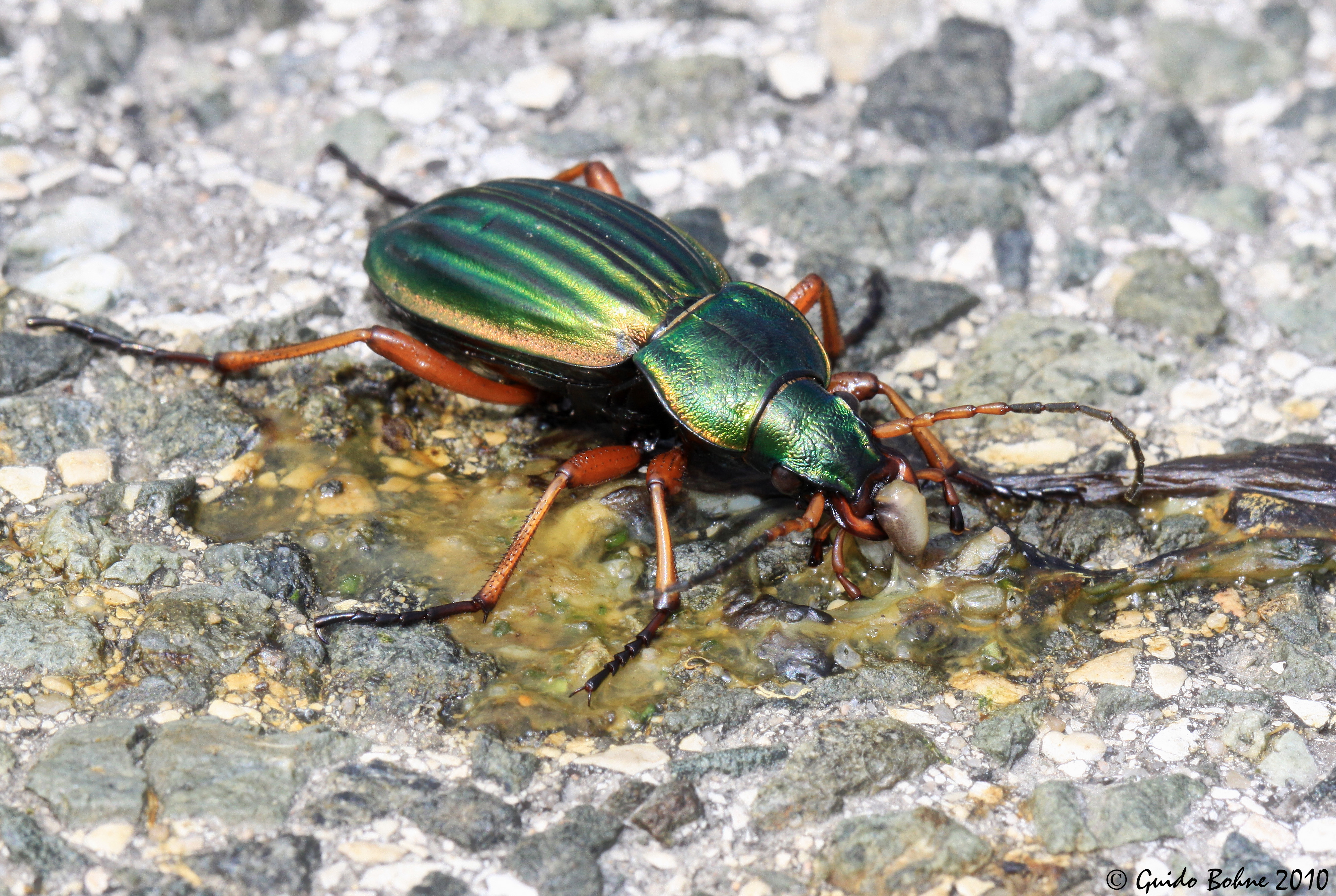
Прыткому хищнику — жужелице Carabus auratus нетрудно было догнать добычу — улитку

На схеме показано строение так называемой ходильной ноги. Такие конечности имеет подавляющее большинство насекомых. Очень похожа на нее беговая нога, но она длиннее и стройнее ходильной. Беговые ноги имеют насекомые, которые обычно быстро передвигаются. В основном это хищники, например, жуки-жужелицы .
Как правило, передние ноги короче средних и задних. Насекомые передвигаются в основном благодаря крыльям, а ноги используют, главным образом, для прикрепления к поверхности. По этой причине передние ноги дневных бабочек нимфалид заметно меньше, чем средние и задние. У бабочек сатирид передние ноги почти незаметны и скрыты среди волосков на груди.
Иногда складывается впечатление, что гусеницы и личинки пилильщиков имеют больше ног, чем остальные насекомые. На самом деле, у них тоже шесть ног, но позади них расположены несколько пар присосок.

## Перемещение с помощью ног
Исходное и основное назначение ног — обеспечивать перемещение тела по твердым плоскостям.
Благодаря строению и сложной системе мышц нога насекомых может двигаться в самых разнообразных плоскостях. В каждый момент передвижения тело опирается на три ноги — минимальное количество опор, которые обеспечивают ему стабильность в пространстве. При этом передняя нога, цепляясь коготками, тянет тело вперед, а средней и задней насекомое отталкивается от поверхности.

## Типы ног
Насекомые освоили разные среды обитания и способы передвижения в них. Кроме того, ноги часто берут на себя дополнительные функции, не связанные с перемещением тела. В результате исходная схема строения ноги существенно измененилась. Различают по меньшей мере шесть типов ног насекомых :

## Интересные факты[3]
- Постельный клоп движется со скоростью 125 см/мин, а человеческая вошь — 33 см/мин.
- Блоха прыгает на 32 см в длину и на 19 см в высоту.
- Жуки-навозники делают комок навоза в форме шара с помощью изогнутых передних голеней. Жук хлопает ими навоз, пока его поверхность не станет такой же кривизны, как голень.

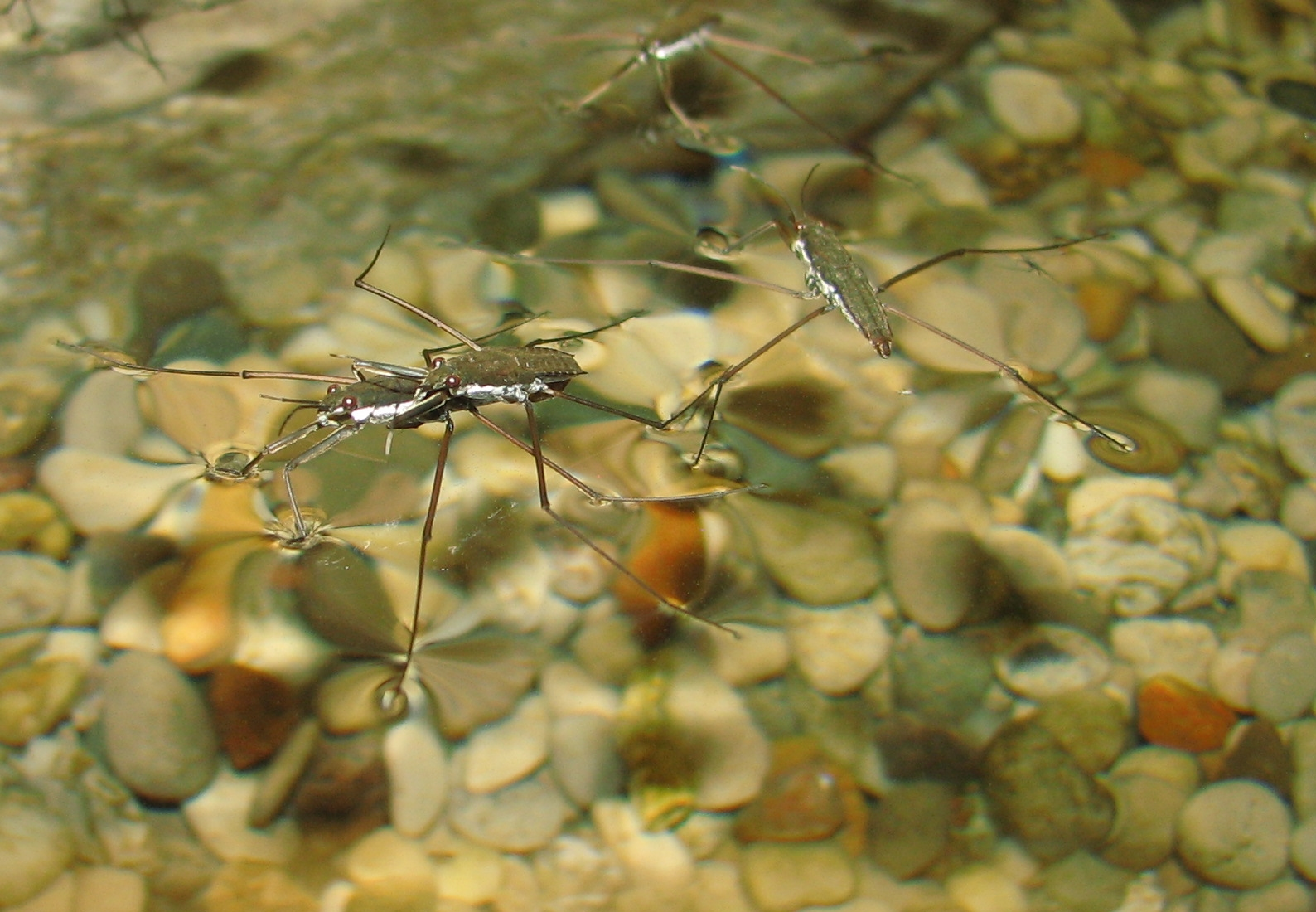
Длинные, широко расставленные средние и задние ноги клопов-водомерок позволяют им держаться на поверхностной пленке воды и уверенно бегать по ней. Похожие ноги имеют комары, которые, сидя на воде, откладывают яйца

- Поверхность тела плавунцов очень гладкая. Это нужно для того, чтобы ни одна шероховатость не снижала скорость при движении в воде. Передние ноги самца снабжены диском с многочисленными присосками для того, чтобы удержать самку во время спаривания. Они неподвижно фиксируются на гладкой и мокрой поверхности туловища самки.
- Плавательные средние ноги имеет куколка ручейников. Завершая на дне водоема превращения в имаго, куколка выходит из кокона и плывет к берегу — ведь взрослое насекомое обитает на суше.
- Насекомые с помощью ног чистят свое тело и для этого на ногах могут иметь специальные приспособления. Например, пчелы, очищая усики, протягивают их через глубокую вырезку с расческой на передних лапках.